# Hyperechia
Hyperechia is een vliegengeslacht uit de familie van de roofvliegen (Asilidae).

## Soorten
- H. albifasciata Enderlein, 1930
- H. bifasciata Grünberg, 1907
- H. bomboides (Loew, 1851)
- H. consimilis (Wood, 1874)
- H. fera Wulp, 1872
- H. floccosa Bezzi, 1908
- H. fuelleborni Grünberg, 1907
- H. hirtipes (Fabricius, 1805)
- H. imitator Grünberg, 1907
- H. madagascariensis Enderlein, 1930
- H. marshalli Austen, 1902
- H. nigripennis (Wiedemann, 1830)
- H. nigrita Grünberg, 1907
- H. pellitiventris Enderlein, 1930
- H. robusta (Wiedemann, 1828)
- H. subfasciata Enderlein, 1930
- H. xylocopiformis (Walker, 1849)